# Calvin Smith (ur. 1987)
Calvin Smith (ur. 10 grudnia 1987) – amerykański lekkoatleta specjalizujący się w biegach sprinterskich. 
Uczestniczył w 2006 podczas mistrzostw świata juniorów startując w biegu na 200 metrów oraz sztafecie 4 x 400 metrów (w finale Amerykanie, bez Smitha w składzie, zdobyli w tej konkurencji złoty medal). Dwukrotny złoty medalista (bieg na 400 metrów i sztafeta 4 x 400 metrów) mistrzostw NACAC (2007). W 2012, podczas halowych mistrzostw świata, dotarł do półfinału biegu na 400 metrów oraz wraz z Frankie Wrightem, Manteo Mitchellem i Gilem Robertsem zdobył złoty medal w biegu rozstawnym 4 x 400 metrów. Sukces ten powtórzył zarówno 2 lata później w Sopocie, jak i w 2016 w Portland.
Medalista mistrzostw USA oraz mistrzostw NCAA.
Rekordy życiowe w biegu na 400 metrów: stadion – 44,81 (17 kwietnia 2010, Gainesville); hala – 45,61 (28 lutego 2010, Fayetteville). 
9 marca 2014 w Sopocie amerykańska sztafeta 4 × 400 metrów w składzie Kyle Clemons, David Verburg, Kind Butler oraz Smith ustanowiła halowy rekord świata w tej konkurencji (3:02,13).
Jego ojciec – Calvin Smith także był lekkoatletą, sprinterem, mistrzem olimpijskim, mistrzem i rekordzistą świata.